# Yucca capensis
Yucca capensis är en sparrisväxtart som beskrevs av Lee Wayne Lenz. Yucca capensis ingår i släktet palmliljor, och familjen sparrisväxter. Inga underarter finns listade i Catalogue of Life.

## Bildgalleri

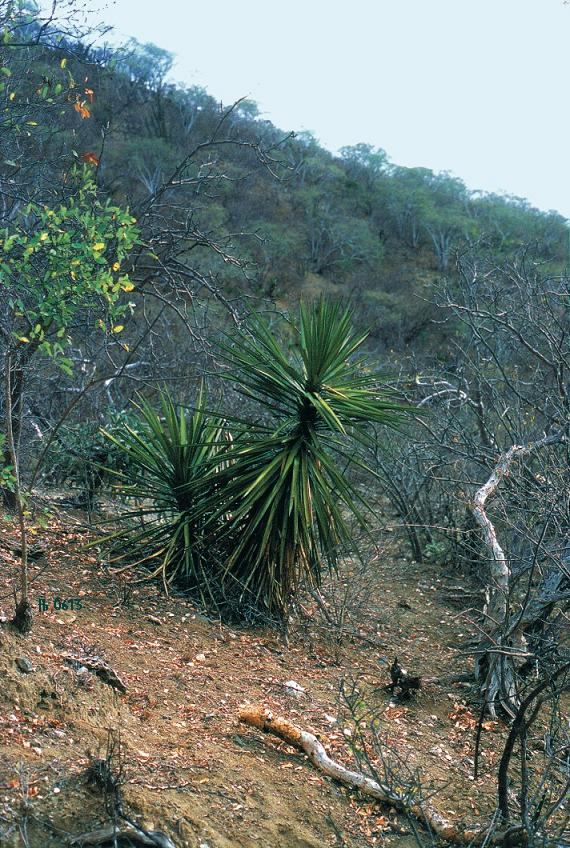
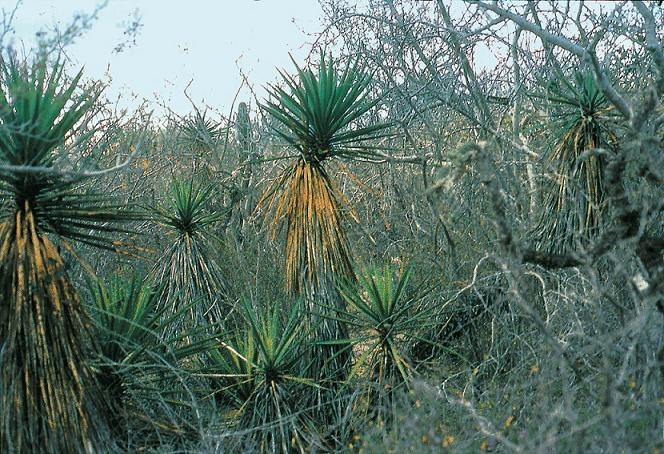
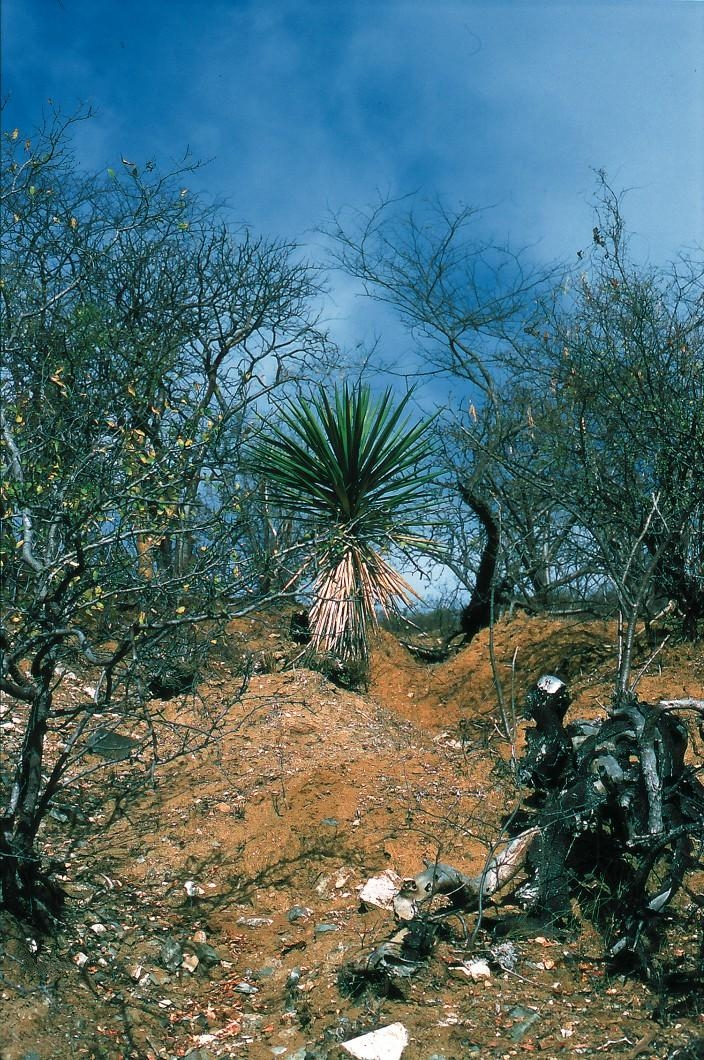
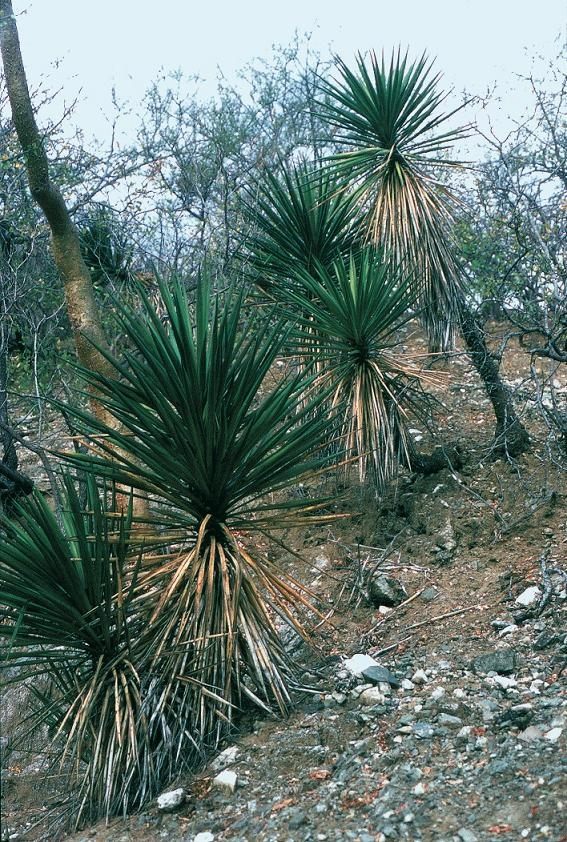